# Joyce Beullens
Joyce Beullens (Mechelen, 1984) is een Vlaamse actrice en projectcoördinatrice. Ze werkte mee op Radio Donna aan het programma Stereo Spécial en was in 2009 ook te horen op MNM. Ze is ook bekend als de assistente van Kobe Van Herwegen in het jeugdprogramma AbraKOdabra op Ketnet.

## Levensloop
Beullens studeerde van 2002 tot 2006 journalistiek aan de Katholieke Hogeschool Mechelen en zong bij de alternatievefunkband The Seven Laws of Woo. Ze speelde tevens enkele gastrollen zoals in de serie Vermist. Ze speelt ook mee in de telenovelle David op VTM de rol van Tessa Rosseel. Ze had ook een gastrol in Code 37 en Witse. In 2017 speelde ze mee in Spitsbroers. 
In 2010 werd Beullens samen met Arne Vanhaecke voorgesteld als het nieuwe gezicht van de tv-zender vtmKzoom. Ze praatten programma's aan elkaar en presenteerden daarnaast ook het magazine Woow!. Daarnaast presenteerde ze sinds december 2011 het reismagazine Club Camping op VTM.
In 2012 speelde ze in de fictiereeks Jabaloe op vtmKzoom de rol van Bessy. In 2013 werkte ze ook mee aan het komische programma Funnymals als stemactrice van de week en is ze te zien als Carlita in de film van F.C. De Kampioenen. Ze speelde in 2014 mee in Bowling Balls. 
Sinds augustus 2012 presenteert Joyce Beullens samen met co-presentator Vincenzo De Jonghe het wekelijks filmmagazine TV-theek Première van de betaalzender Telenet.
Anno 2015 presenteert ze "Showcase" bij Telenet.
Op 2 augustus 2014 verliet ze vtmKzoom.
In september 2016 werd ze presentatrice op Studio 100 TV, samen met James Cooke en Annabet Ampofo.
Naast acteren is Beullens scenarioschrijver, onder meer voor #LikeMe en Boomer.

## Film en televisie
Laatste (per 2 januari 2009):
Joyce Beullens · Tom De Cock · Sebastian Decrop · Evy Gruyaert · Johan Henneman · Mark Heyninck · Anneleen Liégeois · Kris Luyten · Caren Meynen · Dave Peters · Marc Pinte · Thibaut Renard · Ann Reymen · Ben Roelants · Benjamien Schollaert · Elias Smekens · Stijn Smets · Lotte Stevens · Ann Van Elsen · Brecht Vanmeirhaeghe · Sofie Van Moll · David Van Ooteghem
Geschiedenis (1992–2009):
Jan Bosman · Ben Crabbé · Dominique Crommen · Erwin Deckers · Steve De Coninck-De Boeck · Kevin De Geest · Leen Demaré · Bart De Prez · Margot Derycke · Marc Deschuyter · Els Ermens · Michel Follet · Anne Gies · Jeroen Gorus · Walter Grootaers · Kristof Hayen · Geert Hoste · Mark Lefever · Kristien Maes · Kris Mannaerts · Luc Mertens · Johan Notenbaert · Sven Ornelis · Jaak Pijpen · Alexandra Potvin · Katja Retsin · Fien Sabbe · Bart Saerens · Mieke Scheldeman · Cara Van der Auwera · Iris Van Impe · Birgit Van Mol · Rob Vanoudenhoven · Evert Venema · Sofie Verbruggen · Ronald Verhaegen · Peter Verhulst · Jean Vijdt · Robin Vissenaekens · Albrecht Wauters · Niels William · Yasmine